# فلم البلدوزر والكمان (1961)
فيلم البلدوزر والكمان (الروسية: Каток и скрипка) هو فيلم دراما أنتج عام 1961 من إخراج وكتابة المخرج الروسي أندريه تاركوفسكي. يمارس ساشا البالغ من العمر سبع سنوات الكمان كل يوم لإرضاء طموح والديه. بعد انسحابه بالفعل نتيجة لروتيناته، سرعان ما يستعيد ساشا الثقة عندما يلتقي بالصدفة ويصادق العامل سيرجي، الذي يعمل على عربة بخارية في حي موسكو الراقي.

## القصة
ساشا (إيغور فومتشينكو) هو صبي يعيش مع والدته وأخته في منزل قديم في موسكو. يتعلم العزف على الكمان كل صباح عليه أن يعبر الفناء للذهاب إلى مدرسة الموسيقى، في محاولة لتجنب بعض الأطفال الآخرين الذين يتنمرون عليه ويتحرشون به. هذا اليوم هو محظوظ لأن سيرجي (فلاديمير زامانسكي) مشغل عربة بخارية يطلب منهم ترك ساشا بمفرده.
في مدرسة الموسيقى يعزف بشكل جميل لكن معلمه، الذي يهتم أكثر بالشكل والنظام، يخنق إبداعه بمسرع. في طريق عودته إلى المنزل، التقى ساشا بسيرجي مرة أخرى، والذي سمح له بمساعدته على الباخرة. يتناول الاثنان الغداء معًا ويواجهان عددًا من المغامرات أثناء تجولهما في أنحاء موسكو. يشاهدون كرة محطمة تهدم مبنى متهالكًا، وتكشف عن إحدى الأخوات السبع في الخلفية. يروي سيرجي قصصًا عن الحرب، ويعزف ساشا على الكمان لصديقه الجديد.
ينفصلون عن خطة مشاهدة فيلم معًا، لكن والدة ساشا أحبطت الخطط. يحاول ساشا التسلل من الشقة، وفي المشهد الأخير نرى ساشا يركض خلف الآلة البخارية في تسلسل يشبه الحلم.

## وصلات خارجية
- مقالات تستعمل روابط فنية بلا صلة مع ويكي بيانات

- Nostalghia.com Article on The Steamroller and the Violin